# 1341
Il 1341 (MCCCXLI in numeri romani) è un anno  del XIV secolo.

## Eventi
- Una spedizione italo-portoghese stende una relazione sulle Isole Canarie. Esse erano abitate da una popolazione di origine africana, i Guanci.
- 8 aprile - Francesco Petrarca viene incoronato "poeta" a Roma, sul Campidoglio

## Nati
- 4 gennaio - Wat Tyler, rivoluzionario inglese († 1381)
- 5 giugno - Edmondo Plantageneto, I duca di York, duca († 1402)
- 1º settembre - Federico IV di Sicilia, re († 1377)
- 10 novembre - Henry Percy, I conte di Northumberland, re britannico († 1408)
- Bona di Borbone, contessa († 1402)
- Antonio Calvi, cardinale e vescovo cattolico italiano († 1411)
- Giovanni II di Baviera, nobile tedesco († 1397)
- Luigi di Beaumont, principe e conte († 1372)
- Jaume de Prades i de Foix, cardinale e vescovo cattolico spagnolo († 1396)
- Jean de Vienne, cavaliere medievale, ammiraglio e generale francese († 1396)

## Morti
- 22 gennaio - Luigi I di Borbone, nobile (n. 1279)
- 8 febbraio - Amalrico III di Narbona, nobile franco
- 30 aprile - Giovanni III di Bretagna, sovrano (n. 1286)
- 7 giugno - Al-Nasir Muhammad, sultano (n. 1285)
- 11 giugno - Bolko II di Münsterberg, duca
- 15 giugno - Andronico III Paleologo, imperatore bizantino (n. 1297)
- 23 giugno - Jacopo Caetani degli Stefaneschi, cardinale e scrittore italiano
- 18 luglio - Roberto da Salle, abate italiano
- 24 settembre - Dalmazio Moner, religioso spagnolo (n. 1291)
- 6 ottobre - Dietrich von Altenburg, nobile tedesco
- 21 ottobre - Francesco Silvestri, vescovo cattolico italiano
- Guillaume Adam, missionario, scrittore e arcivescovo cattolico francese
- Martino Aliprandi, giurista italiano
- Pinalla Aliprandi, condottiero italiano
- Tommaso Caloiro, poeta e giurista italiano (n. 1302)
- Giacomo Colonna, vescovo cattolico italiano
- Marta di Danimarca, principessa danese (n. 1277)
- Giuliana Falconieri, religiosa italiana
- Gediminas, nobile lituano
- Leone V d'Armenia, re (n. 1310)
- Niccolò I Sanudo, duca
- Nikolaus von Jeroschin, presbitero tedesco
- Francesco Pusterla, nobile italiano
- Margherita Pusterla, nobile italiana
- Uzbek Khan, condottiero mongolo (n. 1282)
- Frignano da Sesso, condottiero italiano
- Bernard de Farges, arcivescovo cattolico francese
- Bianca de la Cerda, nobile spagnola (n. 1311)

## Calendario
| Calendario 1341 | Calendario 1341 | Calendario 1341 | Calendario 1341 | Calendario 1341 | Calendario 1341 | Calendario 1341 | Calendario 1341 | Calendario 1341 | Calendario 1341 | Calendario 1341 | Calendario 1341 | Calendario 1341 | Calendario 1341 | Calendario 1341 | Calendario 1341 | Calendario 1341 | Calendario 1341 | Calendario 1341 | Calendario 1341 | Calendario 1341 | Calendario 1341 | Calendario 1341 | Calendario 1341 | Calendario 1341 | Calendario 1341 | Calendario 1341 | Calendario 1341 | Calendario 1341 | Calendario 1341 | Calendario 1341 | Calendario 1341 | Calendario 1341 |
| --------------- | --------------- | --------------- | --------------- | --------------- | --------------- | --------------- | --------------- | --------------- | --------------- | --------------- | --------------- | --------------- | --------------- | --------------- | --------------- | --------------- | --------------- | --------------- | --------------- | --------------- | --------------- | --------------- | --------------- | --------------- | --------------- | --------------- | --------------- | --------------- | --------------- | --------------- | --------------- | --------------- |
|                 | 1               | 2               | 3               | 4               | 5               | 6               | 7               | 8               | 9               | 10              | 11              | 12              | 13              | 14              | 15              | 16              | 17              | 18              | 19              | 20              | 21              | 22              | 23              | 24              | 25              | 26              | 27              | 28              | 29              | 30              | 31              |                 |
| Gennaio         | Lu              | Ma              | Me              | Gi              | Ve              | Sa              | Do              | Lu              | Ma              | Me              | Gi              | Ve              | Sa              | Do              | Lu              | Ma              | Me              | Gi              | Ve              | Sa              | Do              | Lu              | Ma              | Me              | Gi              | Ve              | Sa              | Do              | Lu              | Ma              | Me              |                 |
| Febbraio        | Gi              | Ve              | Sa              | Do              | Lu              | Ma              | Me              | Gi              | Ve              | Sa              | Do              | Lu              | Ma              | Me              | Gi              | Ve              | Sa              | Do              | Lu              | Ma              | Me              | Gi              | Ve              | Sa              | Do              | Lu              | Ma              | Me              |                 |                 |                 |                 |
| Marzo           | Gi              | Ve              | Sa              | Do              | Lu              | Ma              | Me              | Gi              | Ve              | Sa              | Do              | Lu              | Ma              | Me              | Gi              | Ve              | Sa              | Do              | Lu              | Ma              | Me              | Gi              | Ve              | Sa              | Do              | Lu              | Ma              | Me              | Gi              | Ve              | Sa              |                 |
| Aprile          | Do              | Lu              | Ma              | Me              | Gi              | Ve              | Sa              | Do              | Lu              | Ma              | Me              | Gi              | Ve              | Sa              | Do              | Lu              | Ma              | Me              | Gi              | Ve              | Sa              | Do              | Lu              | Ma              | Me              | Gi              | Ve              | Sa              | Do              | Lu              |                 |                 |
| Maggio          | Ma              | Me              | Gi              | Ve              | Sa              | Do              | Lu              | Ma              | Me              | Gi              | Ve              | Sa              | Do              | Lu              | Ma              | Me              | Gi              | Ve              | Sa              | Do              | Lu              | Ma              | Me              | Gi              | Ve              | Sa              | Do              | Lu              | Ma              | Me              | Gi              |                 |
| Giugno          | Ve              | Sa              | Do              | Lu              | Ma              | Me              | Gi              | Ve              | Sa              | Do              | Lu              | Ma              | Me              | Gi              | Ve              | Sa              | Do              | Lu              | Ma              | Me              | Gi              | Ve              | Sa              | Do              | Lu              | Ma              | Me              | Gi              | Ve              | Sa              |                 |                 |
| Luglio          | Do              | Lu              | Ma              | Me              | Gi              | Ve              | Sa              | Do              | Lu              | Ma              | Me              | Gi              | Ve              | Sa              | Do              | Lu              | Ma              | Me              | Gi              | Ve              | Sa              | Do              | Lu              | Ma              | Me              | Gi              | Ve              | Sa              | Do              | Lu              | Ma              |                 |
| Agosto          | Me              | Gi              | Ve              | Sa              | Do              | Lu              | Ma              | Me              | Gi              | Ve              | Sa              | Do              | Lu              | Ma              | Me              | Gi              | Ve              | Sa              | Do              | Lu              | Ma              | Me              | Gi              | Ve              | Sa              | Do              | Lu              | Ma              | Me              | Gi              | Ve              |                 |
| Settembre       | Sa              | Do              | Lu              | Ma              | Me              | Gi              | Ve              | Sa              | Do              | Lu              | Ma              | Me              | Gi              | Ve              | Sa              | Do              | Lu              | Ma              | Me              | Gi              | Ve              | Sa              | Do              | Lu              | Ma              | Me              | Gi              | Ve              | Sa              | Do              |                 |                 |
| Ottobre         | Lu              | Ma              | Me              | Gi              | Ve              | Sa              | Do              | Lu              | Ma              | Me              | Gi              | Ve              | Sa              | Do              | Lu              | Ma              | Me              | Gi              | Ve              | Sa              | Do              | Lu              | Ma              | Me              | Gi              | Ve              | Sa              | Do              | Lu              | Ma              | Me              |                 |
| Novembre        | Gi              | Ve              | Sa              | Do              | Lu              | Ma              | Me              | Gi              | Ve              | Sa              | Do              | Lu              | Ma              | Me              | Gi              | Ve              | Sa              | Do              | Lu              | Ma              | Me              | Gi              | Ve              | Sa              | Do              | Lu              | Ma              | Me              | Gi              | Ve              |                 |                 |
| Dicembre        | Sa              | Do              | Lu              | Ma              | Me              | Gi              | Ve              | Sa              | Do              | Lu              | Ma              | Me              | Gi              | Ve              | Sa              | Do              | Lu              | Ma              | Me              | Gi              | Ve              | Sa              | Do              | Lu              | Ma              | Me              | Gi              | Ve              | Sa              | Do              | Lu              |                 |